# Гранатуров, Григорий Петрович
Григорий Петрович Гранатуров (1921—2013) — советский волейболист и спортивный функционер, президент Международной федерации хоккея с мячом (1971−1978 и 1983−1991), почётный президент Международной федерации хоккея с мячом (1978—1983, с 1991).

## Карьера
Играл в волейбол, также в баскетбол и хоккей с мячом за клубные команды ЦДКА. Выступая в составе волейбольного ЦДКА в рамках чемпионата СССР становился чемпионом (1949, 1950), серебряным (1946) и бронзовым призёром (1947, 1948). Мастер спорта СССР (1948).
Преподаватель кафедры физподготовки ВИИЯКА (1945—1948), инструктор отдела спорта ЦДСА (1948—1953), инструктор, заместитель начальника отдела спортивно-массовой работы, начальник отдела спортивных игр ЦСКА (1953—1967), начальник кафедры физической подготовки Военно-инженерной Академии им. В. В. Куйбышева (1967—1987).
В апреле 1955 года был избран в президиум Всесоюзной секции хоккея с мячом. В 1957—1962 годах работал в Федерации хоккея СССР и предшествующей ей организации. Занимал должность председателя подкомитета хоккея с мячом Всесоюзной секции хоккея (1957−1959), заместителя председателя президиума Федерации хоккея СССР — председатель комитета по хоккею с мячом (1959−1962), и. о. председателя Президиума Федерации хоккея СССР (26.05.1960−26.05.1961). В период работы в Федерации хоккея СССР, возглавляемый им комитет по хоккею с мячом при поддержке Всеволода Боброва, отстоял за хоккеем с мячом статус вида спорта с правом проведения по данному виду спорта чемпионата СССР. Противниками в этом вопросе выступали спортивные функционеры, ведомые Анатолием Тарасовым, аргументировавшие это тем, что хоккей с мячом составляет «конкуренцию» хоккею с шайбой в достижении высоких задач — победе на Олимпийских играх и на чемпионатах мира.
В 1962 году продолжил свою деятельность в должности заместителя председателя Федерации хоккея РСФСР — председателя комитета по хоккею с мячом (1962−1967).
В 1967 году возглавил Федерацию хоккея с мячом и на траве СССР и руководил организацией до 1987 года.
Вице-президент (1959−1971 и 1978−1983) и президент (1971−1978 и 1983−1991) Международной федерации хоккея с мячом (ИБФ). В 1978 году, не проведя положенных двух лет на своей должности, ушёл с поста президента ИБФ, чтобы в деятельности на посту председателя Федерации хоккея с мячом и на траве сосредоточить своё внимание на подготовке к успешному выступлению сборных команд страны по хоккею на траве на предстоящих Олимпийских играх в Москве. В 1983 году вновь был избран президентом ИБФ, в 1991 году не был переизбран на новый срок и завершил свою деятельность в организации на посту президента. В знак признания заслуг Г. П. Гранатурова перед мировым бенди он во второй раз был избран почётным президентом Международной федерации хоккея с мячом в 1991 году.
В пору его работы в ИБФ было учреждено проведение чемпионатов мира среди юниоров и юношей, Кубка европейских чемпионов, турнира на приз газеты «Советская Россия» (в настоящее время — турниры на призы Правительства Российской Федерации). Работая с 1973 года председателем центрального штаба Всесоюзного детского клуба «Плетёный мяч», был одним из инициатором расширения числа участников и возрастных групп.
Участник Великой Отечественной войны, закончил войну в звании младшего лейтенанта. Кавалер ордена Красной Звезды (1956), ордена Дружбы (1998), медалей. В отставку вышел в звании полковника.

## Образование
Имеет два высших образования: физкультурное (военный факультет им. В. И. Ленина ГЦОЛИФК им. И. В. Сталина) и военно-юридическое.

## Научная и преподавательская деятельность
Преподаватель кафедры физической подготовки и спорта Военно-инженерной академии им. В. В. Куйбышева. Доцент (1972), автор 13 научных работ.